# 林貴子
林 貴子（はやし たかこ、1982年1月10日 - ）は、日本の舞台女優。演劇集団キャラメルボックス所属。奈良県出身。身長157cm、血液型はB型。
同志社女子大学卒業後、劇団東俳を経て2007年に演劇集団キャラメルボックス俳優教室第5期生となり、2009年演劇集団キャラメルボックスに入団。
劇団同期入団の原田樹里・森めぐみと共に、2013年にユニット「ねこはっしゃ。」を結成した。

## 出演

### テレビドラマ
- BARレモン・ハートSEASON2 第2話「両手に花の勝負師」(2016年、BSフジ) - 林ユカ役

## ラジオドラマ
- NHK FMシアター『ブルームーンの向こう側』(2016年、NHK-FM)- 純役

## 舞台
太字は主演・メインキャスト

### 演劇集団キャラメルボックス
- 『バイ・バイ・ブラックバード』(2010年、東理々子)
- 『シラノ・ド・ベルジュラック』(2010年、侯爵)
- 『夏への扉』(2011年、勤勉ビーバー)
- 『賢治島探検記』(2011年)
- 『銀河旋律』(2011年、タケチ) - 左東広之・小林千恵とトリプルキャスト
- 『ナツヤスミ語辞典』(2011年、ウスイケ)
- 『流星ワゴン』(2011年、橋本健太)
- 『トリツカレ男』(2012年、オルガ)
- 『アルジャーノンに花束を』(2012年、ノーマ・ゴードン)
- 『広くてすてきな宇宙じゃないか』(2012年、クリコ) - 渡邊安理・原田樹里とトリプルキャスト
- 『キャロリング』(2012年、田所航平)
- 『ナミヤ雑貨店の奇蹟』(2013年、松岡栄美子/川辺若菜/小塚公子)
- 『ジャングル・ジャンクション』(2013年、メグミ) - 女組キャスト
- 『ケンジ先生』(2013年、レミ) - 2013年はどんぐりキャスト
- 『ウルトラマリンブルー・クリスマス』(2013年、ゆかり)
- 『あなたがここにいればよかったのに』(2014年、日高まひろ)
- 『TRUTH』(2014年、美緒)
- 『ブリザード・ミュージック』(2014年、あゆみ)
- 『クロノス』(2015年、さちえ)
- 『カレッジ・オブ・ザ・ウィンド』(2015年、藤枝)
- 『BREATH』(2015年、大浦明日美) - Redキャスト
- 『きみがいた時間ぼくのいく時間』(2016年、梨田紘未)
- 『フォーゲット・ミー・ノット』(2016年、梅坂三千代)
- 『彼は波の音がする』(2016年、浦神優花)
- 『彼女は雨の音がする』(2016年、浦神優花)
- 『エンジェルボール』(2018年)
- 『サンタクロースが歌ってくれた』(2021年、すずこ)
- 『ミス・ダンデライオン』(2022年、北田・武子)
- 『クロノス』(2022年、海老名)
- 『さよならノーチラス号』（2025年）[4]

### ねこはっしゃ。
- 『中途半端な月の色』(2014年、橋場雪子)
- 『あきかぜ』(2015年、脇本直海)
- 『ふたり、静かに』(2018年)
- 『ねこはっしゃ。のクリスマス会』(2019年)

### 客演
- 北島三郎大阪特別公演
- 『空色みつばちが見つけた方程式』(2009年、CUTE BEAT)
- 『たおもみち』(2011年、CUTE BEAT)
- Story Dance Performance Blue
  - Blue4『The Blue Rose』 - アヤメ/佳奈役(2012年)
- PECORA ROSSO(2015年、LinguaFranca)
- Scimmia Rosso(2016年、LinguaFranca)
- 『またまたやってみるのだ！』(2016年) - 日替わりゲスト
- 『サファリング・ザ・ナイト』(2017年、ぴあ×地下空港) - ヒポリタ役
- 『カーテンコールは終わらない』(2017年、すゞひ企画)
- 『紫陽花と君と止まった時間』(2017年、すゞひ企画)
- 『浮かぶ月、朱消ゆる』(2017年、ムツキカっ!!)
- 『ケンジ先生』(2017年)
- 『もっともやってみるのだ！』(2017年、ちび太ン家presents) - 日替わり出演
- 『ジャガーの眼』(2018年、パフォーマンスユニットT&T)
- 『壁に挟まった男』(2019年、スズキプロジェクトバージョンファイブ)
- 『FIRST 令和 CHRISTMAS』(2019年、参加型イベント集団ごった煮〜ズ)
- 『ネズミノヨメイリ』(2020年、フリーエス)
- 『Letter-Re-start』(2020年、フリーエス)
- 『成井豊と梅棒のマリアージュ』(2020年、ナッポスユナイテッド)
- 『全員、ピンクレンジャー！？』(2021年、フリーエス)
- 『ふたり、静かに』(2021年、空晴)
- 『Letter2021ー絆KIZUNAー』(2021年、フリーエス)
- 『川岡が来ないZ』(2021年、スズキプロジェクトバージョンファイブ)
- 『おとぎ話はもう大変！』(2022年、フリーエス)
- 『みんな大好きだったっしょ！」(2022年、劇団癖者)
- 『密室は致死量の未来を予言する』（2024年、すゞひ企画）[5]

## 朗読
- 『ねこはしる』(2013年、シャンソン・ドゥ・シエル企画)
- 『はじまりの星の音』(2015年、RITROVO poco♪)
- 『星の王子さま』(2015年、RITROVO) - キツネ・シルクハット男・大人1・語り2役
- 『セロ弾きのゴーシュ』(2016年、RITROVO)

## 参考
1. ↑  “卒業生”.   演劇集団キャラメルボックス俳優教室. 2014年6月18日閲覧。
2. ↑  “劇団によるプロフィール”.  演劇集団キャラメルボックス. 2021年6月27日閲覧。
3. ↑  “ねこはっしゃ。About Us”.   ねこはっしゃ。. 2013年12月1日閲覧。
4. ↑  “40周年のキャラメルボックスが記念公演、成井豊「人が人を想う気持ちを客席で見届けて」”. ステージナタリー.   ナターシャ (2025年6月10日). 2025年6月10日閲覧。
5. ↑  ““演劇×体験型ミステリー”すゞひ企画の最新作「密室は致死量の未来を予言する」”. ステージナタリー.   ナターシャ (2024年3月21日). 2024年3月21日閲覧。